# Antedon bifida
Antedon bifida is een haarster uit de familie Antedonidae. De wetenschappelijke naam van de soort werd in 1777 gepubliceerd door Thomas Pennant.

## Beschrijving
Antedon bifida is een haarster met vijf paar gevederde armen, die elk 5 tot 10 cm lang. De soort zit vast aan de ondergrond door beweegbare, klauwachtige cirri, tot ongeveer 25, op de onderkant van de schijf. De kleur van A. bifida is gevarieerd, dit kan rood, roze, oranje of geel zijn, vaak gevlekt of gestreept.

## Verspreiding
A. bifida wordt voornamelijk gevonden aan de kusten van Noordwest-Europa. Het verspreidingsgebied strekt zich uit van de Shetlandeilanden in het zuiden tot Portugal. Het is ook gemeld in Algerije, Tunesië, West-Afrika en Venezuela. Rond de Britse Eilanden wordt hij gevonden aan zowel de noordoostelijke als aan de westkust. Het komt voor vanaf de eb-markering tot een diepte van ongeveer 200 meter en soms veel dieper. Het wordt vaak geassocieerd met andere zeelelies (crinoïden) en mosdiertjes (bryozoën) en kan zijn leefgebied domineren. Het beweegt van plaats naar plaats, waar het zich vastklampt aan rotsen, zeewier en weekdieren met zijn klauwachtige cirri. Het geeft de voorkeur aan gebieden met sterke stroming in zowel beschutte als vrij blootgestelde posities en wordt vaak aangetroffen in geulen.